# 213 (gruppo musicale)
La 213 è un collettivo hip hop di Long Beach (California).

## Storia
Fra i vari esponenti ritroviamo Nate Dogg, Warren G e Snoop Dogg (MC del gruppo) e Lil' 1/2 Dead.
Il 213 del loro nome proviene dal codice postale di Long Beach; ora indica i downtown di Los Angeles.
I primi brani del gruppo sono stati Regulate di Warren G e Nate Dogg, poi numero 2 della Billboard charts nel 1994. Dr. Dre lo volle per il suo album The Chronic.
Grazie alla sua amicizia arrivano alla Death Row Records di Suge Knight. I 3 cantanti principali poi prendono carriere da solista.
Soltanto nel 2003 la 213 realizzano un freestyle sulla strumentale della hit So Gone di Monica: con il titolo So Fly e nell'agosto del 2004 pubblicano l'album The Hard Way. I singoli sono Twist Ya Body e Groupie Luv.

## Discografia
- The Hard Way - 2004

### Brani firmati 213
- 1992 - Deeez Nuuuts : The Chronic by Dr. Dre
- 1994 - Ain't No Fun : Doggystyle by Snoop Dogg
- 1996 - Groupie : Tha Doggfather by Snoop Dogg
- 1998 - Friends : G Funk Classics vol.2. by Nate Dogg
- 1999 - Don't Tell : No Limit Top Dogg by Snoop Dogg
- 1999 - Game Don't Wait : I Want it all by Warren G
- 1999 - Neva Gonna Give It Up : Tha Streetz iz a Mutha by Kurupt
- 2002 - Yo' Sassy Ways : The Return of the Regulator by Warren G (as 213)
- 2005 - PYT : In the Mid-Nite Hour by Warren G
  - video cameo appearance on Eightball & MJG's "You Don't Want Drama" (2004).